# Juli Nepot
Juli Nepot (en llatí: Julius Nepos) fou el penúltim emperador romà d'Occident de facto (del 474 al 475) i l'últim de iure (fins al 480). Escollit per l'emperador romà d'Orient a la mort d'Olibri, va haver de fer fora a Gliceri que s'havia proclamat emperador. El seu regnat va ser breu, ja que estava mancat del suport de les tropes, que preferien altres generals romans, i va fugir cap a Dalmàcia, la seva regió d'origen, on va acabar els seus dies, mentre el general Orestes nomenava emperador romà d'Occident al seu fill Ròmul Augústul.

## Orígens
El seu agnomen, Nepos, li venia de la relació de parentiu que tenia amb l'emperador d'Orient Lleó I. Era fill de Nepocià i d'una germana de Marcel·lí d'Il·líria, que s'havia creat un imperi independent a Il·líria. Nepocià se sap que fou un general de l'exèrcit a Dalmàcia el 471, però alguns pensen que aquesta dada esmentada per Jordanes es refereix al mateix Nepot, ja que la lectura tant pot ser Nepotianus com Nepos. El cronista Teòfanes Isàuric dona a l'emperador el nom de Nepocià i diu que era nadiu de Dalmàcia. Modernament es considera que Nepot havia succeït al seu oncle Marcel·lí a la mort d'aquest el 468 i per això fou escollit per Flavi Valeri Lleó l'emperador oriental, com a espòs de la neboda de la seva dona Verina, i li va donar el títol d'august d'Occident per mans del seu oficial Domicià a Ravenna.

## Ascens al tron
A la mort de l'emperador Olibri, Gliceri amb el suport del got Gundebald, es va proclamar successor. L'emperador d'Orient, Lleó I el Traci, no el va reconèixer i a finals del 473 o començaments del 474 va fer proclamar emperador Juli Nepot, però feia mal temps per navegar i el seu viatge cap a Ravenna es va ajornar. Mentrestant Lleó I va morir (gener del 474) i fou succeït pel seu net, Lleó II, un noiet que va tenir com a regent al seu pare Zenó. Zenó tampoc va reconèixer el nomenament de Gliceri i finalment va enviar Juli Nepot amb un exèrcit contra Gliceri, que era a Roma.
A la ciutat de Roma, el va derrotar sense gaire lluita i el va fer presoner al port fluvial de Roma, i el va obligar a esdevenir monjo vers començaments de l'estiu del 474, tot i que Teòfanes el Confessor situa els fets el 473; el cronicó anònim situa l'entronització de Nepot el 24 de juny del 474, que correspondria a la victòria sobre Gliceri, mentre la proclamació a Ravenna podia haver estat l'agost del 473), o el 19 de juny.
En aquest temps Euric el rei dels visigots va expulsar els romans de l'Alvèrnia, darrera província que conservaven els romans a la Gàl·lia i que fou defensada per Ecdici. Els visigots van assetjar Clermont, capital regional, l'estiu del 474; Nepot va enviar a negociar al bisbe Epifani de Pavia per arranjar la pau, que Euric no va tardar a trencar. Nepot no se'n fiava dels visigots i va enviar el qüestor Licinià un temps després per veure si respectaven el que s'havia acordat i no travessaven el Roine, llavors veient que havien trencat la paraula va enviar una delegació formada per quatre bisbes per fer-lo entrar en raó: Lleonci d'Arles, Faust de Riez, Graec de Marsella i Basili d'Aix. Mentrestant, l'emperador disgustat amb el fracàs va rellevar del càrrec de magister militum a Ecdici i va nomenar en el seu lloc a Flavi Orestes.

## Fugida cap a Dalmàcia

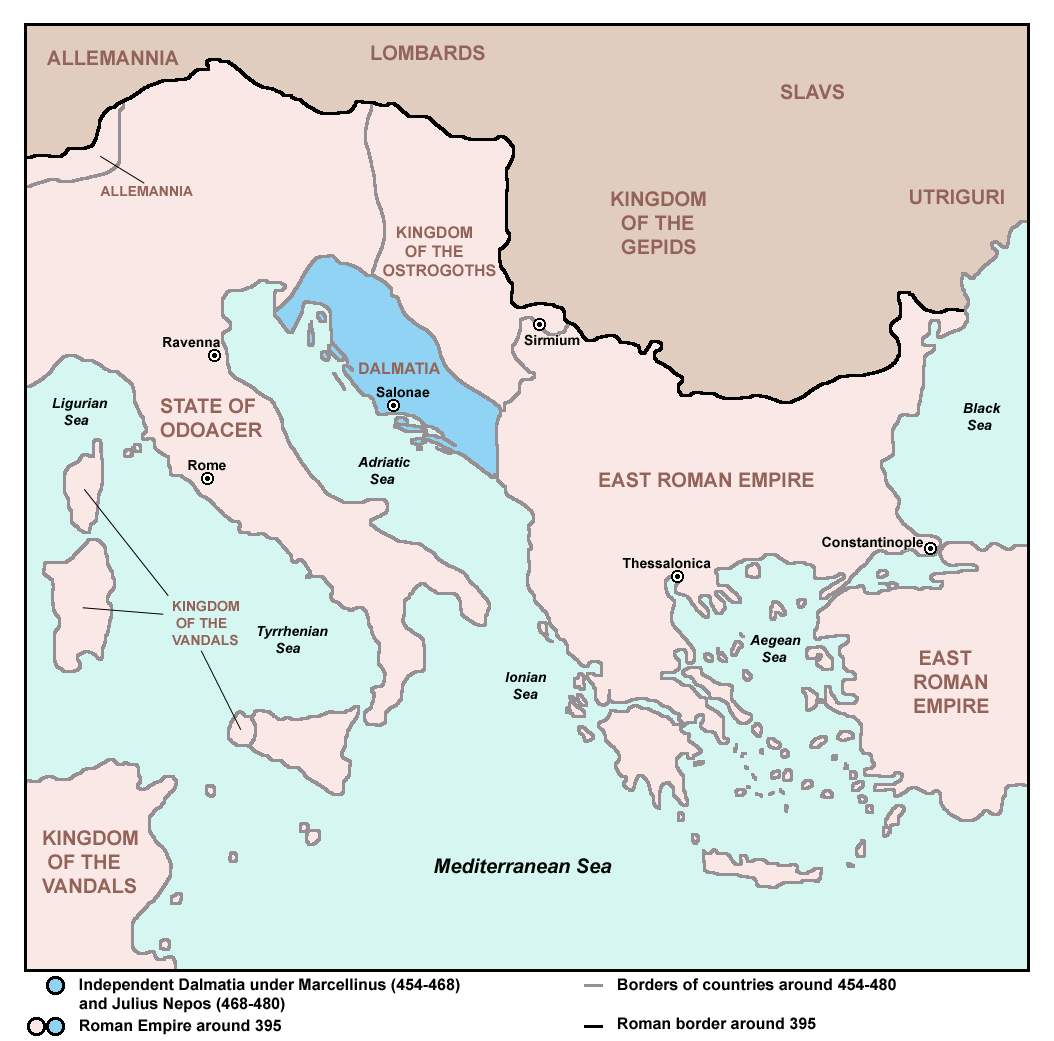
Juli Nepot procedia de Dalmàtia (en blau) on va tornar després de la sublevació de Flavi Orestes. Aquesta regió s'havia fet gairebé independent amb Marcel·lí d'Il·líria.

Orestes no va tardar a revoltar-se contra Juli Nepot. Va assolir el comandament de les tropes reunides a Roma i va avançar cap a Ravenna per anar a la Gàl·lia, però en arribar a aquesta ciutat, aprofitant que les tropes d'Itàlia, formades principalment per mercenaris germànics, li eren més lleials a ell que no pas a l'emperador, va organitzar un cop d'estat, i Juli Nepot fugí cap a la Dalmàcia. Orestes va proclamar el seu fill Ròmul Augústul. La fugida està datada al cronicó anònim el 28 d'agost del 475.
Després de la seva expulsió va conservar Il·líria i Dalmàcia i mantenia el reconeixement també com a emperador per part de l'emperador d'Orient. Orestes i Ròmul foren deposats i executats per Odoacre, el general hèrul, que va buscar el reconeixement de l'emperador oriental Zenó, el qual no va obtenir.
El 477, Ròmul Augústul fou expulsat i, des de la Gàl·lia, es va enviar una carta a l'emperador romà d'Orient Zenó, demanant-li que restaurés Juli Nepot. Juli Nepot també va escriure demanant-li diners i un exèrcit per fer fora Odoacre, però Zenó tenia els seus propis problemes a la cort romana d'Orient i no tan sols no va enviar diners sinó que va confiar el govern d'Itàlia al got Odoacre. Odoacre va reconèixer a Zenó com a únic emperador al mateix temps que s'apropiava el títol de rex per a ell.

## Mort
El 480 Nepot fou assassinat a prop de Salona, per dos dels seus oficials, Viator i Ovida (o Odiva) segurament per instigació de l'antic emperador Gliceri, que era bisbe de Salona. Ovida sembla que va assolir el poder a Dalmàcia però fou derrotat el 481 per Odoacre que va envair i ocupar el país.